# Taake
Taake e норвежка блек метъл група от град Берген, основана от Ulvhedin Hoest под името Thule през 1993 година.

## Състав
- Aindiachai – китара
- Ulvhedin Hoest – вокал
- V'Gandr – бас
- Skagg – китара
- Thurzur – барабани

## Дискография
Студио албуми
- 1999 – „Nattestid Ser Porten Vid“
- 2002 – „Over Bjoergvin Graater Himmelrik“
- 2005 – „Hordalands Doedskvad“
- 2008 – „Taake“

Демо
- 1994 – „Der Vinterstormene Raste“
- 1994 – „Omfavnet Av Svarte Vinger“
- 1995 – „Manndaudsvinter“
- 1996 – „Koldbrann i Jesu Marg“

EP
- 2007 – „Nekro“
- 2008 – „Svartekunst“